# МиГ-19
МиГ-19 (рус. Микоян и Гуревич МиГ-19) је био совјетски ловачки авион из периода 1950-их година. Конструисан је у пројектном бироу Артјома Микојана и Михаила Гурјевича.

## Развој
Иако успјешан, МиГ-17 је био само унапријеђени МиГ-15 и крајем 1940-их година конструкторски биро МиГ је добио задатак да почне са дизајном новог ловца, на лични Стаљинов захтјев. Наређено је да се користи Микулин АМ-5 мотор. Послије падања Микулина у немилост код Стаљина, АМ-5 је добио име по правом конструктору мотора, Туманском. Пошто у то вријеме у СССР није постојао млазни мотор довољне снаге, два мотора су постављена у задњи дио трупа, чиме је обезбијеђен довољан потисак.
Први лет прототипа је изведен 18. септембра 1953. године. У другом лету је премашена брзина звука.
Авион је ушао у серијску производњу 1955. Примљен је првобитно у службу као ловац МиГ-19П и био је први совјетски авион бржи од звука у хоризонталном лету. Међутим, дошло је до читавог низа удеса и авион је повучен из јединица. Испитивања су показала да је потребан редизајн да би се побољшала стабилност и уклонили други проблеми. Промјене су укључивале нови хоризонтални стабилизатор који се помјера као цјелина, измјене на контролама лета и системима авиона, и уградња мотора Тумански РД-9Б.
Нови авион под ознаком МиГ-19С се показао успјешним. Произведено је укупно 2,172 авиона, не рачунајући кинеске верзије. Испоруке су вршене од 1955. до 1959. у СССР, много дуже у Кини, претпоставља се до 1986. МиГ-19 произведен у Кини под ознаком Ј-6 је представљао главну снагу кинеског РВ све до 1990-их година.
Главне верзије:
- МиГ-19С и МиГ-19С, дневни ловци без радара, наоружање топови 30
- МиГ-19ПФ, са радаром за дејства по сваком времену, топови
- МиГ-19ПМ, са ракетама ваздух-ваздух и радаром умјесто топова

Совјетски авиони су кориштени у Чехословачкој под ознаком С-105 и Пољској као ЛИМ-7.
Кина је почела примати совјетске авионе крајем 1950-их и производна линија је такође успостављена за МиГ-19. Кинези су направили неколико хиљада авиона под својим ознакама Шенјанг Ј-6 (за извоз F-6):
- Ј-6 (МиГ-19С и СФ)
- Ј-6А (МиГ-19ПФ)
- Ј-9Б (МиГ-19ПМ)
- Ј-6Ц, побољшана кинеска верзија Ј-6
- Ј-6, побољшани Ј-6А с кинеским радаром
- Ј-6 III, који је развијен у Нанчанг А-5 и Q-6 јуришни авион
- ЈЈ-6, двосјед за обуку, продат Пакистану као ФТ-6
- ЈЗ-6, ловац-извиђач.

## У борби
Током службе у совјетском РВ и РВ источноевропских земаља, МиГ-19 је често кориштен за пресретање западних авиона. Први сусрет са Локид У-2 извиђачким авионом је забиљежен 1957. МиГ-19 се није могао попети на потребну висину за обарање У-2. Када је У-2 Герија Паверса (Gary Powers) оборен 1960. ракетама С-75 Двина (СА-2) изнад СССР, грешком је оборен и МиГ-19 који је покушавао да га пресретне. Пилот Сергеј Сафронов је убијен.
У другом инциденту 1960, МиГ-19 је оборио амерички РB-47 Х Стратоџет изнад Арктика. 1964. је оборен тренажни Т-39 Сејбрлајнер изнад ДДР.

### Вијетнамски рат
Већина авиона МиГ-19 сјеверновијетнамског ваздухопловства су били авиони кинеске производње Шенјанг Ј-6. Међутим, изгледа да је значајнији број авиона примљен тек касније током рата, па су углавном МиГ-17 и МиГ-21 примљени од СССР кориштени у ваздушним борбама. МиГ-19 је оборио F-104 Старфајтер 1965. године, а амерички пилот је заробљен. Укупно је сјеверновијетнамско РВ оборило 3 авиона F-4 фантом својим ловцима МиГ-19. По америчким подацима, 10 МиГ-19 је оборено током рата.

### Кина
До инцидената између Кине и Тајвана је долазило више пута. По непотврђеним тајванским подацима 1967. је у сукобу 12 Ј-6 и 4 F-104 Старфајтера оборено 2 Ј-6.
Током рата у Вијетнаму, неколико америчких авиона је оборено од кинеских МиГ-19 (Ј-6) по уласку у кинески ваздушни простор. Током кинеско-вијетнамског рата, оборен је бар један кинески Ј-6.

### Блиски исток
1962. египатски МиГ-19 су кориштени за нападе на земаљске циљеве током грађанског рата у Јемену. Прва забиљежена ваздушна борба је била 29. новембра 1966. између израелских Миража III и египатских МиГ-19. По израелским тврдњама оборена су 2 МиГ-19. Већина египатских и сиријских авиона МиГ-19 је уништена на земљи током изненадног израелског напада на аеродроме, током арапско-израелског рата 1967. Израелци су имали респект за авион МиГ-19 због његовог јаког топовског наоружања и добрих летних особина.
Преживјели египатски авиони су прикупљени, и неки други добављени из арапских земаља. Током рата исцрпљивања 19. маја 1969. египатски МиГ-19 је оборио израелски Мираж III са топовима.
Ирак је користио МиГ-19 против Курда током 1970-их. Током ирачко-иранског рата обје стране су купиле Ј-6 од Кине.

### Пакистан
Најзначајније борбе за МиГ-19 су се одиграле током индијско-пакистанских ратова 1965. и 1971. Пакистан је добавио авионе Ј-6 из Кине током рата 1965. и користио их је под ознаком F-6. У рату 1971. њима је по пакистанским тврдњама оборено 10 индијских авиона уз губитак 4 F-6. Индијци оповргавају ове бројке.
Како било, Пакистанци су сматрали ово потврдом корисности МиГ-19 и повећали су број својих авиона. Наоружали су их америчким ракетама ваздух-ваздух АИМ-9 Сајдвајндер. Током совјетске окупације Авганистана, F-6 су често пресретали совјетске авионе који су улазили у пакистански ваздушни простор. Авиони F-6 су расходовани тек 2002.

### Африка
Танзанија је користила МиГ-19С током рата са Угандом 1978. и 1979. Судан је авионе користио за земаљске нападе на устанике на југу земље, и бар један је оборен. Сомалија је користила F-6 против устаника и Етиопије током 1980-их.

## Корисници
| - Авганистан - Албанија - Бангладеш - Бугарска - Буркина Фасо - Вијетнам - Египат - Замбија - Индонезија | - Ирак - Источна Немачка - Јемен - Камбоџа - Куба - Мађарска - Пакистан - Пољска | - Република Кина - Румунија - Сирија - Сомалија - СССР - Судан - Танзанија - Чехословачка |  |

## Карактеристике (МиГ-19С)
Врста авиона: ловачки авион
- Посада: један
- Први лет прототипа: 1953.
- Уведен у употребу: 1955.
- Крај употребе:
- Конструктор: конструкциони биро Микојан и Гурјевич

Димензије
- Дужина: 12.5
- Распон крила: 9.2
- Висина: 3.9
- Површина крила: 25
- Аеропрофил крила:

Масе
- Празан: 5447
- Оптерећен:
- Највећа полетна маса: 7560

Погонска група
- Мотори: два млазна, Тумански РД-9Б, сваки потиска 31900 N (око 3130 килограма)
- Однос потисак/тежина: 0.86

## Летне особине
- Највећа брзина: 1455
- Крстарећа брзина:
- Радијус дејства: 2200 km (максимално)
- Највећи долет:
- Оперативни врхунац лета: 17500
- Брзина пењања: 180

## Наоружање
- Стрељачко: 2 или 3 топа НР-30 калибра 30 mm. Верзије са ракетама нису имале топове, већ 4 пројектила ваздух-ваздух, често К-13 са инфрацрвеним самонавођењем
- Бомбе и ракете: до 250